# Kiabi
Kiabi ist eine französische Handelskette für modische Bekleidung. Das Sortiment umfasst Artikel für Damen, Herren, Jugendliche, Kinder und Babys. Neben Kleidung beinhaltet das Angebot Schuhe, Accessoires und Heimtextilien. Zur Kette gehören über 560 Läden in 23 Ländern (Stand 2024). Eigentümer des Unternehmens ist die Familien-Holding Association Familiale Mulliez.

## Geschichte
Patrick Mulliez, Sohn von Gérard Mulliez, eröffnete 1978 das erste Kiabi Geschäft in Roncq in der Nähe von Lille im Norden Frankreichs. Schon damals war es das Ziel, preisgünstige Mode für die ganze Familie anzubieten. Das Unternehmen expandierte zunächst in Frankreich, 1993 wurde das erste Geschäft in Spanien und drei Jahre später in Italien gegründet. 1997 besaß die Handelskette über 85 Verkaufsstellen. Stand 2024 sind es 560 Geschäfte in 23 Ländern, darunter auch einige in Deutschland. Zudem hat das Unternehmen schon früh ein Online-Geschäft aufgebaut, welches in den letzten Jahren eine wachsende Bedeutung erlangt hat.

## Geschäftsidee
Das Unternehmen bietet modische Bekleidung für die ganze Familie zu erschwinglichen Preisen, daher der Slogan „la mode à petit prix“ (deutsch: Mode zu kleinen Preisen).  Das Unternehmen verfolgt den "Fast Fashion Ansatz" und bringt regelmäßig neue Kollektionen auf den Markt, um sich aktuellen Modetrends schnell anzupassen. Stand 2024 waren 56 Designer für Kiabi tätig, die ständig neue modische Artikel entwerfen. Auffallend ist ein Trend zu farbenfrohen Artikeln, die als typisch französisch und Freude vermittelnd angepriesen werden. In den letzten Jahren legte Kiabi zunehmend Wert auf Nachhaltigkeit und soziale Verantwortung und bietet immer mehr umweltfreundliche und nachhaltig produzierte Artikel an.  
Der Name ist ein Kunstwort, die Gründer wollten einen kurzen und einprägsamen Namen. Sie entschieden sich für Kiabi, was im Französischen als Kurzform von: „Wer kleidet sich?“ verstanden werden kann.

## Unterschlagung 2024
Mitte 2024 geriet eine Mitarbeiterin aus dem Finanzbereich in den Verdacht, rund 100 Mio. Euro veruntreut zu haben. Der Betrag war im Juni 2023 auf ein von der Mitarbeiterin eingerichtetes Kiabi-Konto bei der Volksbank Düsseldorf Neuss geflossen und wurde eine Wochen später auf Veranlassung der Mitarbeiterin, jedoch ohne Kenntnis von Kiabi, in die Türkei überwiesen. Der Düsseldorfer Bank droht daraus ein existenzgefährdendes Haftungsrisiko. Die Person wurde inzwischen in Frankreich inhaftiert und von Kiabi wegen Betrugs angeklagt. Von dem Geld verliert sich bisher jede Spur (Stand November 2024).